# Marino Hinestroza
Marino Hinestroza Angulo (Cali, Colombia 8 de julio de 2002) es un futbolista colombiano que juega en la posición de extremo izquierdo, y su equipo actual es el Atlético Nacional de la Categoría Primera A de Colombia.

## Trayectoria
Hinestroza se formó en el club Orsomarso, y debutó en el primer equipo de la Primera B en 2018. En 2019 fue adquirido por el América de Cali. En marzo de 2020, fue cedido al Palmeiras de Brasil.
En el 2020 hizo parte del equipo mexicano Pachuca haciendo parte del plantel que ganó el Torneo Apertura 2022. Para el 2024 el jugador llegó en el segundo semestre a Atlético Nacional como una alternativa para el ataque.
Marino Hinestroza es dueño de una joyería que presentó al público en 2025, emprendimiento ubicado en el centro de Cali, ciudad de la que es oriundo.

## Selección nacional
Fue convocado a la Selección Colombia en marzo de 2025 por el técnico Néstor Lorenzo. El atacante fue llamado para los partidos de Eliminatorias ante Brasil y Paraguay, válidos por las fechas 13 y 14 de la clasificación. Debutó en el empate 0-0 contra Perú.

#### Participaciones enEliminatorias al Mundial
| Eliminatoria                               | Sede del Mundial                | Posición      | Resultado  | PJ | GA | Asis |
| ------------------------------------------ | ------------------------------- | ------------- | ---------- | -- | -- | ---- |
| Eliminatorias Mundial de Norteamérica 2026 | Estados Unidos, México y Canadá | 6°lugar 22pts | En disputa | 1  | 0  | 0    |

## Estadísticas
Actualizado al último partido disputado el 14 de mayo de 2025.
| Club                         | Div.          | Temporada     | Liga  | Liga  | Liga  | Copas nacionales | Copas nacionales | Copas nacionales | Copas internacionales | Copas internacionales | Copas internacionales | Total | Total | Total |
| Club                         | Div.          | Temporada     | Part. | Goles | Asist | Part.            | Goles            | Asist            | Part.                 | Goles                 | Asist                 | Part. | Goles | Asist |
| ---------------------------- | ------------- | ------------- | ----- | ----- | ----- | ---------------- | ---------------- | ---------------- | --------------------- | --------------------- | --------------------- | ----- | ----- | ----- |
| Orsomarso · Colombia         | 2.ª           | 2018          | 1     | 0     | 0     | —                | —                | —                | —                     | —                     | —                     | 1     | 0     | 0     |
| Orsomarso · Colombia         | Total club    | Total club    | 1     | 0     | 0     | 0                | 0                | 0                | 0                     | 0                     | 0                     | 1     | 0     | 0     |
| América de Cali · Colombia   | 1.ª           | 2019          | —     | —     | —     | 1                | 0                | 0                | —                     | —                     | —                     | 1     | 0     | 0     |
| América de Cali · Colombia   | Total club    | Total club    | 0     | 0     | 0     | 1                | 0                | 0                | 0                     | 0                     | 0                     | 1     | 0     | 0     |
| Pachuca · México             | 1.ª           | 2022-23       | 29    | 1     | 3     | 1                | 0                | 0                | —                     | —                     | —                     | 30    | 1     | 3     |
| Pachuca · México             | 1.ª           | 2023-24       | 13    | 1     | 1     | —                | —                | —                | 3                     | 0                     | 0                     | 16    | 1     | 1     |
| Pachuca · México             | Total club    | Total club    | 42    | 2     | 4     | 1                | 0                | 0                | 3                     | 0                     | 0                     | 46    | 2     | 4     |
| Columbus Crew Estados Unidos | 1.ª           | 2024          | 16    | 2     | 0     |                  | —                |                  | 6                     | 0                     | 0                     | 22    | 2     | 0     |
| Columbus Crew Estados Unidos | Total club    | Total club    | 16    | 2     | 0     | 0                | 0                | 0                | 6                     | 0                     | 0                     | 22    | 2     | 0     |
| Atletico Nacional · Colombia | 1.ª           | 2024          | 22    | 3     | 2     | 6                | 1                | 0                | —                     | —                     | —                     | 28    | 4     | 2     |
| Atletico Nacional · Colombia | 1.ª           | 2025          | 12    | 3     | 2     | 1                | 0                | 0                | 4                     | 1                     | 3                     | 17    | 4     | 5     |
| Atletico Nacional · Colombia | Total club    | Total club    | 34    | 6     | 4     | 7                | 1                | 0                | 4                     | 1                     | 3                     | 45    | 8     | 7     |
| Total carrera                | Total carrera | Total carrera | 93    | 10    | 8     | 9                | 1                | 0                | 13                    | 1                     | 3                     | 115   | 12    | 11    |

## Palmarés

### Títulos nacionales
| Título        | Club              | País     | Año     |
| ------------- | ----------------- | -------- | ------- |
| Liga MX       | Pachuca           | México   | 2022-A  |
| Copa Colombia | Atlético Nacional | Colombia | 2024    |
| Primera A     | Atlético Nacional | Colombia | 2024-II |
| Superliga     | Atlético Nacional | Colombia | 2025    |